# Märzenkeller

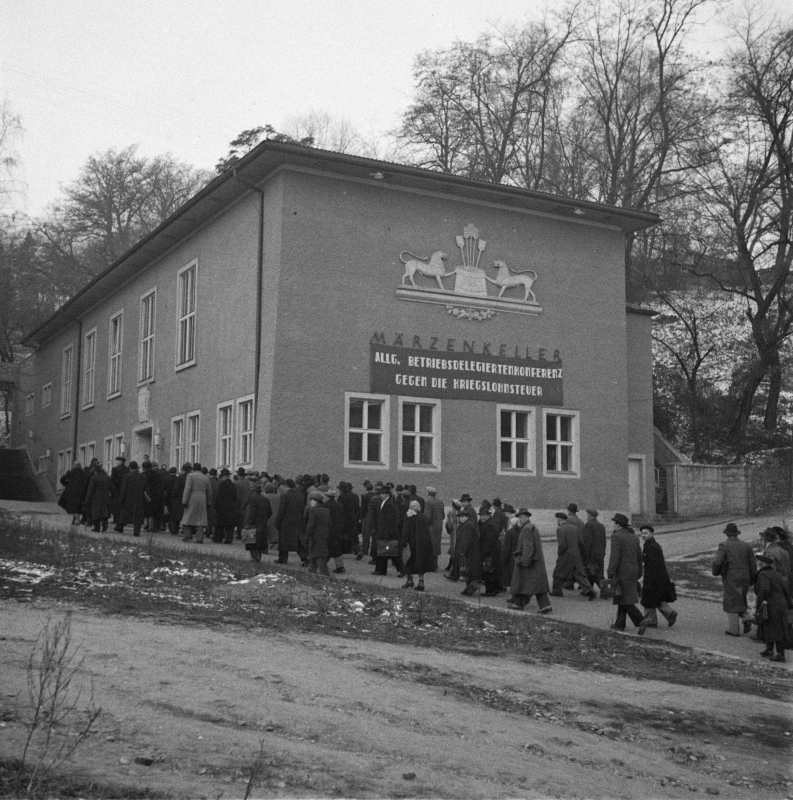
Gaststätte Märzenkeller

Der Märzenkeller war eine Gaststätte und Bierkeller an der Linzer Waldeggstraße, Bockgasse 2a, gegenüber der Stockhofstraße.

## Geschichte
Das sogenannte Märzenbier des Linzer Brauhauses wurde in geeigneten Kellern gelagert, die Märzenkeller genannt wurden. Da der Märzenkeller im Stadtbrauhaus an der Donau nicht hochwassersicher war, nützte man dafür die Sandsteinstollen unterhalb des Bauernbergs beim Stockhof, ebendiesen Standort. Im Jahr 1839 entstand hier auch eine Gaststätte, der „Märzenkeller“.
Der im Besitz der Brau Union befindliche Betrieb wurde 1987 an eine Investorengruppe von Karl Weilhartner verkauft und nachdem ein geplantes Hotelprojekt gescheitert war, wurde der Märzenkeller Ende der 1980er Jahre abgerissen. Heute befindet sich hier ein Bürogebäude.
Die an der Kreuzung Waldeggstraße/Stockhofstraße ehemals befindliche Haltestelle der Straßenbahnlinie M und später auch der Obuslinie 21 hieß noch bis zur Auflassung der Linie 21 und damit der Stilllegung der Haltestelle im Jahr 2002 Märzenkeller.
Im Zweiten Weltkrieg wurde der Märzenkeller, wie alle anderen Wein- und Bierkeller in Linz, erweitert und zu einem Luftschutzstollen ausgebaut. Es wurde eine Verbindung zum benachbarten Cembrankeller geschaffen, eine Verbindung zum ebenfalls in der Nähe befindlichen Stollensystem Aktien/Limonikeller war geplant, wurde aber nie realisiert.
Für die Bauarbeiten an allen Linzer Stollen wurden etwa 250 KZ-Häftlinge eingesetzt, die unter unmenschlichen Bedingungen im Märzenkeller untergebracht waren.
Der Keller selber ist heute verschlossen und im Besitz der Bundesimmobiliengesellschaft.